# Списък на британските монарси
 Тази статия е за кралете на Англия след 1707 г..  За кралете преди 1707 г. вижте крал на Англия.  
Днешната монархия на Обединеното кралство е пряк наследник на Английската, Шотландските и Ирландската монархии. Със създаването на Кралство Великобритания на 1 май 1707 година се обединяват Кралство Англия и Кралство Шотландия. След това през 1801 г. към него се присъединява Ирландия и държавата става Обединено кралство Великобритания и Ирландия, а с отделянето на Ирландската република се стига до днешната държава – Обединено кралство на Великобритания и Северна Ирландия.
Списъкът проследява монарсите на:
1. Великобритания (1707 – 1801),
2. Обединено кралство на Великобритания и Ирландия (1801 – 1927)
3. Обединено кралство на Великобритания и Северна Ирландия (1927 – ).

## Монарси на Великобритания

### Династия Стюарт
| Портрет | Име                       | Родена                                              | Управлява от | Семейство                                                                                  | Управлява до  | Починала                                                |
| ------- | ------------------------- | --------------------------------------------------- | ------------ | ------------------------------------------------------------------------------------------ | ------------- | ------------------------------------------------------- |
|         | Кралица Анна (Queen Anne) | 6 февруари 1665 Дворец Сейнт Джеймс, Лондон, Англия | 1 май 1707   | Дъщеря на Джеймс II и Ан Хайд сестра на Мери II женена веднъж: принц Джордж Датски 17 деца | 1 август 1714 | 1 август 1714 Дворец Кенсингтън, Лондон, Великобритания |

### Хановерска династия
| Портрет | Име                     | Роден                                           | Управлява от     | Семейство | Управлява до     | Починал                                               |
| ------- | ----------------------- | ----------------------------------------------- | ---------------- | --- | ---------------- | ----------------------------------------------------- |
|         | Джордж I (George I)     | 28 май 1660 Оснабрюк или Хановер, СРИ           | 1 август 1714    | Правнук по майчина линия на Джеймс I и Анна Датска женен веднъж: София-Доротеа Целска 2 деца                                                                        | 11 юни 1727      | 11 юни 1727 Оснабрюк, СРИ                             |
|         | Джордж II (George II)   | 10 ноември 1683 Хановер, СРИ                    | 11 юни 1727      | Син на Джордж I и София-Доротеа Целска женен веднъж: Каролина Ансбахска 8 деца                                                                                      | 25 октомври 1760 | 25 октомври 1760 Кенсингтън, Лондон, Великобритания   |
|         | Джордж III (George III) | 4 юни 1738 Норфолк Хаус, Лондон, Великобритания | 25 октомври 1760 | Син на Фредерик, принц на Уелс и принцеса Августа Сакс-Гота Алтенбургска Внук на Джордж II и Каролина Ансбахска женен веднъж: Шарлота фон Мекленбург-Щрелиц 15 деца | 29 януари 1820   | 29 януари 1820 Уиндзор, Бъркшир, Обединеното кралство |

## Монарси на Обединеното кралство Великобритания и (Северна) Ирландия

### Хановерска династия
| Портрет | Име                                     | Роден (а)                                                        | Управлява от     | Семейство | Управлява до   | Починал (а)                                                 |
| ------- | --------------------------------------- | ---------------------------------------------------------------- | ---------------- | --- | -------------- | ----------------------------------------------------------- |
|         | Джордж III (George III)                 | 4 юни 1738 Норфолк Хаус, Лондон, Великобритания                  | 25 октомври 1760 | Син на Фредерик, принц на Уелс и принцеса Августа Сакс-Гота Алтенбургсга Внук на Джордж II и Каролина Ансбахска женен веднъж: Шарлота фон Мекленбург-Щрелиц 15 деца | 29 януари 1820 | 29 януари 1820 Уиндзор, Бъркшир, Обединеното кралство       |
|         | Джордж IV (George IV)                   | 12 август 1762 Дворец Сейнт Джеймс, Лондон, Обединеното кралство | 28 януари 1820   | Син на Джордж III и Шарлота Щрелиц женен веднъж: Каролина Брънсуик 1 дете                                                                                           | 26 юни 1830    | 26 юни 1830 Уиндзорски замък, Бъркшир, Обединеното кралство |
|         | Уилям IV (William IV)                   | 21 август 1765 Бъкингамски дворец, Лондон, Обединеното кралство  | 26 юни 1830      | Син на Джордж III и Шарлота Щрелиц брат на Джордж IV женен веднъж: Аделайде фон Сакс-Менинген 2 деца 8 други незаконни деца                                         | 20 юни 1837    | 20 юни 1837 Уиндзорски замък, Бъркшир, Обединеното кралство |
|         | Императрица Виктория (Empress Victoria) | 24 май 1819 Дворец Кенсингтън, Лондон, Обединеното кралство      | 20 юни 1837      | Дъщеря на херцог Едуард Кент и Виктория фон Сакс-Кобург-Заалфелд Внучка на Джордж III и Шарлота Щрелиц омъжена веднъж: Алберт фон Сакс-Кобург-Гота 9 деца           | 22 януари 1901 | 22 януари 1901 Осборн Хаус, о. Уайт, Обединеното кралство   |

### Династия Сакс Кобург Гота
| Портрет | Име                     | Роден                                                           | Управлява от   | Семейство                                                                        | Управлява до | Починал                                                     |
| ------- | ----------------------- | --------------------------------------------------------------- | -------------- | -------------------------------------------------------------------------------- | ------------ | ----------------------------------------------------------- |
|         | Едуард VII (Edward VII) | 9 ноември 1841 Бъкингамски дворец, Лондон, Обединеното кралство | 22 януари 1901 | Син на Виктория и Алберт Сакс-Кобург-Гота женен веднъж: Александра Датска 6 деца | 6 май 1910   | 6 май 1910 Бъкингамски дворец, Лондон, Обединеното кралство |

### Уиндзорска династия
| Портрет | Име                        | Роден (а)                                                       | Управлява от     | Семейство | Управлява до                 | Починал (а)                                                    |
| ------- | -------------------------- | --------------------------------------------------------------- | ---------------- | --- | ---------------------------- | -------------------------------------------------------------- |
|         | Джордж V (George V)        | 3 юни 1865 Мерлборт Хаус, Лондон, Обединеното кралство          | 6 май 1910       | Син на Едуард VII и Александра Датска женен веднъж: Мери Тек 6 деца                                             | 20 януари 1936               | 20 януари 1936 Сандрингам Хаус, Норфолк, Обединеното кралство  |
|         | Едуард VIII (Edward VIII)  | 23 юни 1894 Уайт Лодж, Съри, Обединеното кралство               | 20 януари 1936   | Син на Джордж V и Мери Тек женен веднъж: Уолис Симпсън нямат деца                                               | 11 декември 1936 (абдикирал) | 28 май 1972 Париж, Франция                                     |
|         | Джордж VI (George VI)      | 14 декември 1895 Сандрингам Хаус, Норфолк, Обединеното кралство | 11 декември 1936 | Син на Джордж V и Мери Тек Брат на Едуард женен веднъж: Елизабет Боуз-Лайън 2 деца                              | 6 февруари 1952              | 6 февруари 1952 Сандрингам Хаус, Норфолк, Обединеното кралство |
|         | Елизабет II (Elizabeth II) | 21 април 1926 Мейфеър, Лондон, Обединеното кралство             | 6 февруари 1952  | Дъщеря на Джордж VI и Елизабет Боуз-Лайън омъжена веднъж: Филип, херцог на Единбург 4 деца                      | 8 септември 2022             | 8 септември 2022 в кралската резиденция Балморал               |
|         | Чарлз III (Charles III)    | 14 ноември 1948 Уестминстър, Обединеното кралство               | 8 септември 2022 | Син на Елизабет II и Филип Гръцки женен два пъти: Камила, херцогиня на Корнуол и Даяна, принцеса на Уелс 2 деца |                              |                                                                |